# Seventeen (revista estadounidense)
Seventeen es una revista estadounidense bimensual para adolescentes, dirigida a un grupo demográfico de mujeres de entre 13 y 19 años; con sede en la ciudad de Nueva York es propiedad de Hearst Magazines. 
Fundada en 1944 por el editor Walter Annenberg , propietario de Triangle Publications, la revista originalmente tenía como objetivo inspirar a las adolescentes a convertirse en trabajadoras y ciudadanas modelo. Sin embargo, pronto cambió su enfoque a uno más orientado a la moda y el romance, al tiempo que seguía enfatizando la importancia de la confianza en sí mismas en las mujeres jóvenes. Junto con sus temas principales, también informa sobre las últimas noticias sobre celebridades.
En 1988 News Corporation compró Triangle Publications, y en 1991 vendió la revista a K-III Comunicaciones (posteriormente Primedia). Primedia vendió la revista a Hearst Communications en 2003.
También fue la revista patrocinadora del concurso de telerrealidad America's Next Top Model desde el ciclo 7 y hasta el ciclo 14. Las ganadoras de las temporadas siete a la decimocuarta han aparecido en la portada de la revista.

## Contenido
Su contenido incluye información y consejos sobre moda y tendencias, celebridades, belleza, cuidado de la piel y cabello y maquillaje y estilos de vida. También tiene una sección de salud acerca de la nutrición, el ejercicio, una sección de cuerpo, concursos e incluye horóscopos.
La duración de sus artículos se mantiene deliberadamente breve e incluye fotografías de alta calidad que hacen hincapié en las celebridades y la ropa que visten. Contiene publicidad de productos de alto valor económico dirigidos a niñas de catorce hasta los veinte años de edad. Originalmente, fue orientada a chicas de diecisiete años de edad, pero desde entonces ha estado tratando de ganar un mayor rango de público sin diluir el contenido.

## Editores
- Helen Valentine (1944–1953)
- Enid A. Haupt (1953–1970)
- Midge Richardson (1975–1993)
- Maci Hunter (1993–1994)
- Caroline Miller (1994–1997)
- Meredith Berlin (1997–1999)
- Patrice G. Adcroft
- Mia Fausto Cruz
- Simon Dumenco
- Sabrina Weill
- Annemarie Iverson
- Atoosa Rubenstein (2003–2007)
- Ann Shoket (2007–2014)
- Michelle Tan (2014 - )

## Ediciones internacionales
- La edición sudafricana de la revista es una publicación de 8 Ink Media basada en los medios de comunicación en Ciudad del Cabo. El editor es Khwezi Magwaza.
- La versión filipina es una publicación de Summit Media.
- La edición mexicana/latinoamericana era una publicación de Editorial Televisa. Fue suspendida en 2020 por la pandemia de coronavirus.
- La edición chilena era una publicación de Editora Cinco y posteriormente, de Editorial Televisa y además de venderse en Chile también se vendía en Perú. Fue suspendida en 2015.[1]
- Edición de la India es una publicación de Apricot Publications Pvt. Ltd en Bombay.
- La versión de Malasia es una publicación de Bluinc.
- La edición brasileña es publicado por la Editora Abril.
- La edición argentina era una publicación de Editorial Televisa y además de venderse en la Argentina también se vendía en Uruguay y Paraguay. Fue suspendida en febrero del 2019 tras el cierre de su editorial.